# Демьянчук, Виктор Борисович
Виктор Борисович Демьянчук (род. 17 июля 1952 года, дер. Бурковцы, Чудновский район, Житомирская область УССР, СССР) — советский и российский художник, член-корреспондент Российской академии художеств (2008). Заслуженный художник Российской Федерации (1995).

## Биография
Родился 17 июля 1952 года на в деревне Бурковцы Чудновского района Житомирской области Украинской ССР.
В 1977 году — окончил Киевское народное художественное училище, профессор В. И. Задорожный.
В 1981 году — с отличием окончил Ленинградское художественное училище имени В. А. Серова (профессор В. А. Никифоров).
В 1987 году — окончил Московский государственный академический художественный институт имени В. И. Сурикова, мастерская профессора Д. К. Мочальского.
С 1987 по 2002 годы — художественный руководитель студии рабочего поселка Заречье Одинцовского района.
В 1995 году — избран академиком Петровской академии наук и искусств.
С 1995 по 2000 годы — художественный руководитель Международного университета (Москва).
С 2000 по 2001 годы — художественный руководитель школы «Юные дарования».
С 2000 по 2005 годы — художественный руководитель школы живописи при храме Святого Преподобного Серафима Саровского в Кунцево.
С 2004 года по настоящее время — художественный руководитель международных пленэров Московского Союза художников.
С 2004 года — член Московского Союза художников.
В 2008 году — избран членом-корреспондентом Российской академии художеств от Отделения живописи.

## Творческая и общественная деятельность
Основные работы: цикл работ, посвященный Великому Устюгу, «Портрет защитницы Ленинграда Е. П. Костиной», «Утро туманное», «Портрет бабушки», «Портрет народной мастерицы А. Е. Марковой», «Гороховец. Дом Сапожникова», «Украинская хата», «Портрет хористки»‚ «Зоя», «На колокольне», цикл графических работ «По Болгарии».
Работы представлены в музеях и частных собраниях в России и за рубежом.
Художник-живописец КХР г. Химки, 1987—2000 г.г., член Совета Академии художеств СССР с 1987 г., член Союза художников СССР с 1990 г., член Московской областной организации Союза художников РСФСР с 1990 г., член Московского отделения Союза художников России с 2004 г., член Правления МОСХ России с 2009 г., председатель Международного отделения МОСХ России с 2009 г., председатель отделения Международной общественной организации «Землячество Житомирян» в России с 2003 г. по настоящее время.

## Награды
- Орден Почёта (1999)[1]
- Заслуженный художник Российской Федерации (1995)[2]